# Trinay
Trinay ist eine französische Gemeinde mit 210 Einwohnern (Stand: 1. Januar 2022) im Département Loiret in der Region Centre-Val de Loire. Sie gehört zum Arrondissement Orléans und zum Kanton Meung-sur-Loire.

## Geographie und Verkehr
Die Gemeinde Trinay liegt etwa 20 Kilometer nordnordöstlich von Orléans. Umgeben wird Trinay von den Nachbargemeinden Ruan im Nordwesten und Norden, Aschères-le-Marché im Nordosten, Villereau im Osten, Saint-Lyé-la-Forêt im Süden, Bucy-le-Roi im Südwesten sowie Artenay im Westen. Im Süden der Gemeinde Trinay verläuft die Autoroute A19.

## Einwohnerentwicklung
| Jahr                       | 1962 | 1968 | 1975 | 1982 | 1990 | 1999 | 2006 | 2012 | 2022 |
| -------------------------- | ---- | ---- | ---- | ---- | ---- | ---- | ---- | ---- | ---- |
| Einwohner                  | 230  | 218  | 188  | 182  | 189  | 192  | 204  | 228  | 210  |
| Quellen: Cassini und INSEE |      |      |      |      |      |      |      |      |      |

## Sehenswürdigkeiten
- Kirche Saint-Denis-et-Saint-Éloi
- Wasserturm